# Pierre-Esprit Radisson

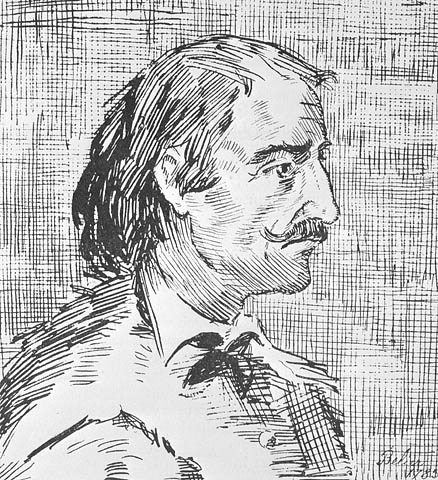
Pierre-Esprit Radisson

Pierre-Esprit Radisson (ur. ok. 1636, zm. 1710) – francuski traper (coureur des bois), wraz ze swoim szwagrem Médardem Chouartem des Groseilliers był inicjatorem powstania Kompanii Zatoki Hudsona.